# Луис Лакаље Поу
Луис Алберто Алехандро Апарисио Лакаље Поу (шп. Luis Alberto Alejandro Aparicio Lacalle Pou; Монтевидео, 11. август 1973) председник је Уругваја од 1. марта 2020. године. Претходно је вршио функцију сенатора, председника Представничког дома и представника за департман Канелонес.

## Биографија
Лакаље Поу је рођен у Монтевидеу 11. августа 1973. године, и син је бившег председника Уругваја Луиса Алберта Лакаља и Џулие Поу, бивше сенаторке и прве даме.
Похађао је Британску школу у Монтевидеу, а дипломирао право на Католичком универзитету Уругваја 1998. године.
Од 2000. до 2015. године, служио је као представник департмена Канелонес у Представничком дому Уругваја , док је од 2011. до 2012. чак и био председник Представничког дома. Од 2015. до 2019. био је сенатор.
Кандидовао се за председника Уругваја 2014. године, и завршио је на другом месту са 41.17% гласова.
Други пут се кандидовао за председника 2020. године и на овим изборима је победио у другом круго гласања са 48.71%, а положио је заклетву 1. марта 2020. године.